# Rubus schottii
Rubus schottii là loài thực vật có hoa trong họ Hoa hồng. Loài này được Pohl ex Focke miêu tả khoa học đầu tiên năm 1874.